# Viennotaleyrodes curvisetosus
Viennotaleyrodes curvisetosus là một loài côn trùng cánh nửa trong họ Aleyrodidae, phân họ Aleyrodinae.
Viennotaleyrodes curvisetosus được Martin miêu tả khoa học đầu tiên năm 1999.